# 什基利
49°48′51″N 32°58′0″E / 49.81417°N 32.96667°E
什基利（烏克蘭語：Шкилі），是烏克蘭中部的村莊，隸屬波爾塔瓦州的盧布尼區。該村處於蘇拉河畔，距離布爾拉基、穆西伊夫卡和霍緬基0.5公里，海拔高度86米，2001年人口317。